# Мірешу-Маре (комуна)
Мірешу-Маре (рум. Mireșu Mare) — комуна у повіті Марамуреш в Румунії. До складу комуни входять такі села (дані про населення за 2002 рік):
- Денештій-Кіоарулуй (499 осіб)
- Лукечешть (631 особа)
- Мірешу-Маре (1518 осіб) — адміністративний центр комуни
- Ремець-пе-Сомеш (685 осіб)
- Стежера (67 осіб)
- Тулгієш (714 осіб)
- Ядера (1016 осіб)

Комуна розташована на відстані 402 км на північний захід від Бухареста, 26 км на південний захід від Бая-Маре, 83 км на північ від Клуж-Напоки.

## Населення
За даними перепису населення 2002 року у комуні проживали 5130 осіб.
Національний склад населення комуни:
| Національність | Кількість осіб | Відсоток |
| -------------- | -------------- | -------- |
| румуни         | 5082           | 99,1%    |
| цигани         | 41             | 0,8%     |
| угорці         | 7              | 0,1%     |

Рідною мовою назвали:
| Мова      | Кількість осіб | Відсоток |
| --------- | -------------- | -------- |
| румунська | 5083           | 99,1%    |
| циганська | 41             | 0,8%     |
| угорська  | 6              | 0,1%     |

Склад населення комуни за віросповіданням:
| Релігія            | Кількість осіб | Відсоток |
| ------------------ | -------------- | -------- |
| православні        | 3976           | 77,5%    |
| п'ятдесятники      | 556            | 10,8%    |
| греко-католики     | 296            | 5,8%     |
| баптисти           | 67             | 1,3%     |
| не релігійні       | 10             | 0,2%     |
| старообрядці       | 9              | 0,2%     |
| реформати          | 4              | 0,1%     |
| римо-католики      | 2              | < 0,1%   |
| бретрени           | 2              | < 0,1%   |
| адвентисти         | 1              | < 0,1%   |
| не вказали релігію | 6              | 0,1%     |